# Jean-Claude Briault
 (mars 2023).
 (mars 2023).
Jean-Claude "Gaby" Briault, est un homme politique et écrivain néo-calédonien, né le 21 août 1947 à Nouméa (Nouvelle-Calédonie).

## Des origines multiples
Jean-Claude Briault a des origines européennes, néo-hébridaises, vietnamiennes et indonésiennes,.
Son grand-père paternel, Martial Briault (1849-1916), originaire de Tessy-sur-Vire dans le département de la Manche en Normandie, est un marin, aventurier et colon-planteur arrivé dans le Pacifique dans les années 1860. Capitaine de son propre navire, il pratique le cabotage à partir de la Nouvelle-Calédonie et devient un blackbirder, activité pour laquelle il est condamné en 1880 par le tribunal de Nouméa à cinq ans de travaux forcés. Il s'installe alors aux Nouvelles Hébrides où, après encore quelques années de cabotage et d'actions illégales, il fonde une plantation de 2 500 ha sur l'île d'Aore Santo, où travaillent une quarantaine de personnes pour cultiver le café, le cacao et la noix de coco. En 1900, le gouvernement français le nomme officier d'État Civil de Santo, première fonction nouvellement créée.
Sa grand-mère paternelle, Lauralie, est une Mélanésienne de l'île de Santo, issue de la même tribu que Jimmy Stevens. Martial et Lauralie Briault ont eu quatre enfants, dont l'aîné, Charles Briault (1902-1962), est le père de Jean-Claude Briault. Il s'installe avec son frère et ses sœurs en Nouvelle-Calédonie dans les années 1930 après avoir vendu la plantation paternelle et perdu l'essentiel du fruit de la vente dans un mauvais investissement. En 1940, il rejoint les Forces françaises libres via Sydney, avant le départ des premiers volontaires néo-calédoniens du Bataillon du Pacifique. Second maître de manœuvre dans les Forces navales françaises libres (FNFL) à partir de 1941, il est de retour en Nouvelle-Calédonie en 1945 et s'installe à Nouméa, dans la baie de Sainte-Marie.
Son grand-père maternel, Tran Van Phuc, est pour sa part un Chân Dăng, un des travailleurs sous contrat tonkinois arrivés pour travailler dans la mine ou les plantations de coton en Nouvelle-Calédonie en 1891. Ayant obtenu sa résidence, il s'installe comme boulanger vers 1900 à Yaté. Il a épousé Sariem, une Javanaise arrivée pour des motifs similaires en 1896. La mère de « Gaby » Briault, Georgette Tran Van Phuc, est née de leur union à Yaté. Charles et Georgette Briault ont eu ensemble cinq fils : Georges, un des 126 disparus du naufrage du caboteur la Monique au large de Maré en 1953 ; Charles ; Paul ; Yannick ; Jean-Claude.
Jean-Claude Briault a épousé le 13 décembre 1985 Chantal Dorpe, enseignante en lettres dans le secondaire, avec qui il a eu un fils, Benoît, né le 4 décembre 1984.
Il est également apparenté, par sa grand-tante paternelle, à Edmond Caillard, résistant durant la Seconde Guerre mondiale et homme politique gaulliste et anti-indépendantiste de l'après-guerre en Nouvelle-Calédonie, à son frère André Caillard qui lui a succédé en politique et a participé à la création du Rassemblement pour la Calédonie dans la République (RPCR), mais aussi au fils d'Edmond, Jean-Paul Caillard, pour sa part militant de gauche et indépendantiste.

## Fonctionnaire et journaliste
Jean-Claude Briault a commencé sa carrière comme fonctionnaire auprès de l'Assemblée territoriale de Nouvelle-Calédonie, puis au ministère de l'Outre-mer à partir de 1973. Il rentre toutefois bientôt en Nouvelle-Calédonie où il est journaliste aux Nouvelles calédoniennes et devient en 1979 le directeur de cabinet de Dick Ukeiwé, le vice-président RPCR du conseil de gouvernement (et donc chef de l'exécutif du Territoire alors) de 1979 à 1982.

## Carrière politique

### Élu territorial (1984-2004)
Anti-indépendantiste, proche de Jacques Lafleur et collaborateur de Dick Ukeiwé, il adhère au RPCR dès sa fondation en 1977, il est élu pour la première fois à l'Assemblée territoriale en 1984, puis également, à la suite de la mise en place du statut Pisani, vice-président de la Région Sud de 1985 à 1989. Il fait partie de la délégation du RPCR qui a négocié les Accords de Matignon en 1988, puis l'Accord de Nouméa en 1998, et est élu en 1989 à la fois à l'Assemblée de la Province Sud et au Congrès, réélu en 1995 et en 1999, mais battu en 2004.
Il devient également président du conseil d'administration de l'Office du Tourisme, et le reste jusqu'en 2004. Considéré alors comme le principal organisateur du tourisme en Nouvelle-Calédonie, il est l'un des artisans de la création de l'organisme de promotion touristique du territoire dénommé « Destination Nouvelle-Calédonie » et du Groupement d'intérêt économique (GIE) « Nouvelle-Calédonie Tourisme Point Sud ». Pendant la même période il est aussi membre du conseil de surveillance d'Aircal et du conseil d'administration Aircalin, et a présidé le conseil d'administration de l'École territoriale de musique (ETM) de 2000 à 2004.
De 2001 à 2004, il est coprésident du groupe commun formé par le RPCR avec le petit parti indépendantiste modéré FCCI au Congrès, et préside aussi la Commission du Congrès chargée des Finances et du Budget.
À la Province Sud, il préside la Commission de l'Habitat social de 1999 à 2004, puis en 2001, il devient le 3e vice-président de l'Assemblée chargé de l'Intérieur et de la mission d'insertion jeunes, il propose alors un nouveau programme appelé « Un nouvel élan pour la Brousse ».

### Membre du gouvernement de la Nouvelle-Calédonie (2004-2014)
Après la défaite du Rassemblement-UMP aux élections provinciales du 9 mai 2004 et le départ de Jacques Lafleur, il devient l'une des principales figures de la nouvelle équipe dirigeante. Il entre ainsi au gouvernement de la Nouvelle-Calédonie élu le 10 juin 2004, et sera sans cesse reconduit dans tous les exécutifs suivants, chargé des finances et du budget dans un premier temps dans le second gouvernement Thémereau de 2004 à 2007 puis du secteur du Transport aérien international et des Communications, également chargé du suivi du Dialogue social et des affaires relatives à la Francophonie ainsi que des relations avec les Communes dans le second gouvernement Martin de 2007 à 2009. Il s'investit tout particulièrement dans le dossier de la Francophonie, étant l'un des membres fondateurs en 2006 de l'Institut pour la Francophonie dans le Pacifique, association à l'origine des Rencontres francophones du Pacifique dont les premières ont été organisées au Vanuatu du 12 au 15 septembre 2006. Il est à l'origine également de l'organisation, chaque année depuis 2008 à Nouméa, d'un Forum francophone du Pacifique.
Bien qu'il ne soit présent, pour la première fois depuis 1989, sur aucune des listes du Rassemblement pour les élections provinciales du 10 mai 2009, il est une nouvelle fois avancé par son parti pour être membre de l'exécutif et rejoint donc le 5 juin 2009 le nouveau gouvernement désormais présidé par Philippe Gomès. Il conserve les relations avec les communes et le suivi des questions relatives à la Francophonie, mais est surtout chargé cette fois des questions de la jeunesse et des sports, plus particulièrement de la préparation des Jeux du Pacifique de 2011, de la politique de la ville et des questions relatives à la sécurité civile.
Il est reconduit dans le gouvernement Martin III le 3 mars 2011 (en 3e position sur la liste commune au Rassemblement-UMP et à l'Avenir ensemble-LMD qui a obtenu 4 élus sur 11). Il hérite à nouveau le 11 mars suivant des secteurs de la Jeunesse, des Sports, de la préparation des Jeux du Pacifique de 2011, de la Francophonie et des relations avec les communes, retrouve le Dialogue social dont il s'était déjà occupé de 2007 à 2009, et gagne en plus les Questions de société et les relations avec le Congrès. De plus, il s'occupe, en association avec d'autres membres du gouvernement, de la coordination de la politique du gouvernement avec les Provinces et du suivi des décisions du Comité des signataires, aux côtés de Harold Martin (Avenir ensemble, président du gouvernement), Gilbert Tyuienon (FLNKS-UC, vice-président du gouvernement) et Déwé Gorodey (FLNKS-UNI-Palika). Les secteurs sont de plus, pour la première fois, organisés en 9 « pôles de compétences » (au sein desquels des membres indépendantistes et anti-indépendantistes prennent les décisions en commun) : Jean-Claude Briault fait partie de ceux de l'Enseignement, de la Formation et de l'Éducation, de l'Économique et Social, de la Citoyenneté et des Questions de société, des Relations extérieures et des Relations intercollectivités.
Ce gouvernement étant démissionnaire de fait le jour même de sa prise de fonction, un nouvel exécutif est désigné le 17 mars 2011 : Jean-Claude Briault y est une nouvelle fois élu, mais la liste Rassemblement-UMP - Avenir ensemble-LMD n'y dispose plus que de 3 membres sur 11. Lors de la répartition des secteurs le 22 mars suivant, il retrouve les mêmes attributions que neuf jours auparavant, tout en héritant une partie des attributions de Sylvie Robineau, qui n'est plus membre de l'exécutif : la Santé, avec le suivi du Médipôle), la Protection sociale, la Solidarité et le Handicap. Il est de plus associé pour le Dialogue social à Georges Mandaoué du Parti travailliste. Jean-Claude Briault est réélu pour la huitième fois consécutive au gouvernement le 1er avril 2011 et, le 6 avril suivant, du fait du retour de Sylvie Robineau, il lui redonne les attributions qui étaient les siennes initialement (la Santé avec le suivi du Médipôle, la Protection sociale, la Solidarité et le Handicap). Et, dans le même temps, en raison au contraire de la non réélection d'Yvon Faua, il prend en charge en plus de ses secteurs désormais traditionnels l'Enseignement (primaire public) et la Fonction publique, tout en partageant désormais les questions liées à la Francophonie avec Anthony Lecren.
Lorsque le 12e gouvernement de Nouvelle-Calédonie est élu le 10 juin 2011, qui n'est pas cette fois démissionnaire de fait dans la foulée de son installation, Jean-Claude Briault est encore une fois reconduit comme membre de l'exécutif. Le 16 juin 2011, il retrouve de plus les mêmes secteurs d'animation et de contrôle, à l'exception de la fonction publique qu'il cède à Philippe Dunoyer et des relations avec le Congrès qui reviennent à Gilbert Tyuienon. Puis, le 18 août suivant, dans le cadre d'un réajustement visant à renforcer les attributions des membres Calédonie ensemble dans un souci d'apaisement, il abandonne le secteur de l'Enseignement primaire public au profit d'Hélène Iekawé.
Il retrouve l'animation de secteurs éducatifs le 3 janvier 2012, en prenant l'animation et le contrôle des secteurs nouvellement transférés de l'Enseignement secondaire public, de l'Enseignement privé et de la Santé scolaire. Un nouveau remaniement - qui fait suite au remplacement au gouvernement de Philippe Gomès par son suivant de liste Frédéric de Greslan - le 16 avril 2013 lui permet de récupérer l'Enseignement primaire public tout en laissant en échange la totalité du secteur de l'Enseignement privé à Hélène Iekawé qui devient de plus chargée de la « Coordination du projet éducatif ». Concernant les dossiers éducatifs, Jean-Claude Briault est d'abord chargé d'organiser la prise en charge par la Nouvelle-Calédonie de ses nouvelles compétences en la matière à compter du 1er janvier 2012, avec la nomination du nouveau « Directeur général de l'enseignement » (également vice-recteur, fonction confiée par le gouvernement néo-calédonien et le gouvernement national pour leurs compétences respectives) et la fixation des attributions et des compétences du vice-rectorat de la Nouvelle-Calédonie pour l’exercice des nouvelles compétences transférées à la Nouvelle-Calédonie, par deux arrêtés du 9 janvier 2012. Il applique également à partir de la rentrée 2013, et pour une période d'essai de 2 ans (initialement prévue pour une seule année, elle a été étendue), du nouveau calendrier scolaire dit « 7/2 » (cinq périodes de sept semaines de cours entrecoupées de deux semaines de vacances entre la mi-février et la fin-décembre), adopté par décret du gouvernement à l'initiative du prédécesseur de Jean-Claude Briault, Sonia Backes, le 3 novembre 2011. Il prépare enfin le nouveau programme prévisionnel d'investissement (PPI) des lycées, le premier réalisé par la Nouvelle-Calédonie et non par l'État, pour la période 2013-2018, voté par le Congrès le 12 novembre 2013 pour un montant de 6,3 milliards de Francs CFP (52,794 millions d'euros), se déclinant entre la construction ou l’extension de locaux, la maintenance du bâti et des équipements techniques, la mise aux normes en sécurité et en accessibilité, l'amélioration des performances énergétiques des bâtiments et les infrastructures numériques. Il lance notamment des travaux, prévus pour s'échelonner entre 2013 et 2017, dans seize établissements, notamment dans le lycée Augustin-Ty de Touho ou dans le lycée Jules-Garnier situé à Nouville à Nouméa, pour faire de ce dernier « un pôle d’excellence consacré aux sciences et aux technologies » d'ici à 2016, pour un montant total estimé à 1,8 milliard de Francs CFP (15,084 millions d'euros).
À partir des élections provinciales du 11 mai 2014, il n'est plus présenté pour faire partie d'un exécutif néo-calédonien.

### Adjoint au maire de Nouméa (2008-2020)
Lors de la campagne pour les élections municipales de 2008, il est le directeur de campagne du maire sortant Rassemblement-UMP de Nouméa, Jean Lèques. Il est élu conseiller municipal le 16 mars 2008 et, le 31 mars, 6e adjoint au maire chargé de l'urbanisme, de la communication et du rayonnement régional. À la suite de la démission du 3e adjoint Laurent Bonnefond le 18 juillet 2008 et le décès du 5e adjoint Bernard Ukeiwé le 23 juillet suivant, un remaniement a lieu au sein de la municipalité le 1er septembre 2008, lors duquel Jean-Claude Briault, tout en conservant ses délégations, devient le nouveau 4e adjoint.
À ce poste, il est fortement présent médiatiquement sur les nombreux aménagements urbains décidés durant cette mandature municipale, notamment dans le grand centre-ville. Il reprend ainsi en main l'application du plan d'urbanisme directeur (PUD), défini en 2007, et tout particulièrement le projet dit « Nouméa Grand Centre », qui vise, en plus d'une redéfinition de la circulation dans cette zone, à repeupler le centre-ville, afin de réduire l'étalement urbain dévoreur d'espace en périphérie et dans les banlieues, facteur de développement des mouvements pendulaires (et donc des problèmes de circulation) et du risque d'apparition de « cités dortoirs ». Cela passe par certains projets d'urbanisme et la densification des logements en centre-ville (et donc plus de verticalité dans la construction des bâtiments, symbolisée par les tours jumelles de 16 étages Pacific Arcade au bord du carrefour Patch et la future tour voisine Pacific Plaza de 25 étages), tels que : la requalification du front de mer (dont l'élaboration du schéma directeur a été confié en janvier 2011 au cabinet australien Woods Bagot), le réaménagement du « quartier chinois » (ou Chinatown, en y développant notamment une architecture plus représentative des cultures asiatiques qui y vivent, dont la première phase est inaugurée en octobre 2013), l'édification du centre commercial du « Carré Alma » (16 000 m2, finalement abandonné en avril 2013), l'aménagement progressif de la rue marchande de l'Alma en passage semi-piétonnier, le projet de construction d'un bâtiment multifonctionnel (commerces, logements, bureaux, services publics, salles d'exposition et de spectacle, crèche, parkings à étages, nouvelle station de taxi) sur l'îlot Rolland, entre autres.
Resté fidèle à la ligne politique de Pierre Frogier, il est l'un des principaux critiques de la fronde interne du 1er adjoint au maire de Nouméa et ancien député Gaël Yanno, qui finissent par faire dissidence en 2013 pour fonder le Mouvement populaire calédonien (MPC), Jean-Claude Briault démontre à partir de mars 2013 son intérêt pour être candidat à la mairie du chef-lieu aux élections municipales de 2014, tout en affirmant qu'au sujet de son entrée en campagne ou non : « Ma réponse ne viendra que lorsque le maire, pour qui j’ai un profond respect et une grande affection, se sera lui-même déterminé ». Après un temps d'incertitude au sein de son parti au sujet de la volonté du maire sortant, Jean Lèques, de se représenter ou non, Jean-Claude Briault est finalement investi comme tête de liste à Nouméa par le Rassemblement-UMP, avec le soutien de ses alliés de l'Engagement pour une Calédonie dans la France (ECF), incluant le Mouvement de la diversité (LMD) de l'ancien sénateur Simon Loueckhote. Le 30 novembre 2013, Jean Lèques demande aux Nouméens de soutenir la candidature de Jean-Claude "Gaby" Briault. Il brigue également l'investiture nationale de l'UMP, mais celle-ci lui préfère finalement Gaël Yanno. Arrivé troisième au premier tour avec 15,4 % des voix, il fusionne sa liste avec celle de Gaël Yanno (arrivé deuxième avec 34,7 %) mais celle-ci est finalement défaite au second tour par Sonia Lagarde, la candidate de Calédonie ensemble et de l'Union des démocrates et indépendants (UDI). Gaby Briault reste toutefois élu au conseil municipal, où il siège comme non-inscrit (étant le seul élu restant du Rassemblement) dans l'opposition à la nouvelle municipalité.
En juillet 2015, plusieurs conseillers de la formation de Gaël Yanno le rejoignent pour former un groupe Les Républicains (en référence au nouveau nom pris nationalement par l'UMP) qu'il préside. Il s'agit des deux seules élues du RPC (Isabelle Lafleur, fille de l'ancien député et homme fort non-indépendantiste Jacques Lafleur, et la championne olympique Félicia Ballanger) et de deux dissidents du MPC (Sonia Backès et Gilles Ukeiwé, fils de l'ancien sénateur et fondateur du RPCR Dick Ukeiwé). Puis, en juin 2017, à la suite de l'alliance au niveau du Congrès du MPC avec Calédonie ensemble et Le Rassemblement dans une « Plateforme commune », Jean-Claude Briault, qui s'oppose fermement à cette association et se rapproche davantage de Sonia Backès, décide de quitter le Rassemblement pour participer à la création d'un nouveau parti en décembre 2017, Les Républicains calédoniens. Ceux-ci entretiennent alors des bonnes relations avec la maire Sonia Lagarde, elle-même en dissidence vis-à-vis de Calédonie ensemble, bien que restant officiellement dans l'opposition. Gaby Briault se retire alors de plus en plus de la scène politique, n'étant candidat ni aux élections provinciales du 12 mai 2019 ni aux municipales du 15 mars 2020.

## Écrivain politique et identitaire
Écrivain engagé pour le maintien de la Nouvelle-Calédonie au sein de la France, Gaby Briault a publié deux ouvrages politiques :
- 2018, la fin de l'Accord de Nouméa : la solution est dans la France (en 2005)[19]
- L'impossible indépendance et le possible statut consensuel (en 2013) [20].

Il a également rédigé deux ouvrages de réflexion sur l'identité et la reconnaissance identitaire en Nouvelle-Calédonie :
- Caldiens : pour une nouvelle identité calédonienne : essai (en 2011)[21].
- Naissance et fondements de l'identité calédonienne (en 2021)[22].

Enfin, Gaby Briault a publié un recueil de fables : La morale de l'histoire :
- 13 fables de Nouvelle-Calédonie (en 2007)[23].